# Чотирирічний сейм

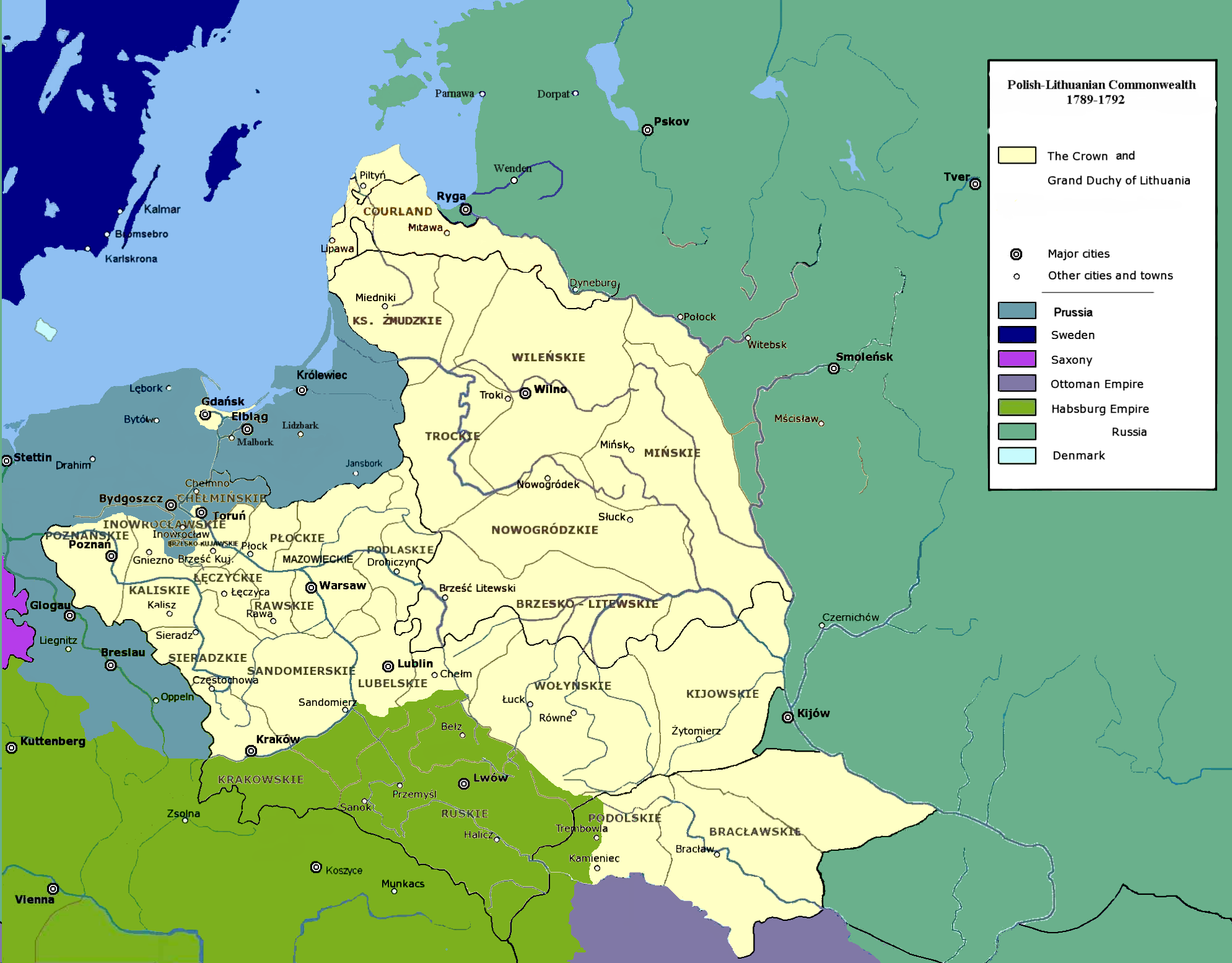
Річ Посполита в роки 1789—1792, після скасування російського протекторату.

Чотирирічний сейм, великий сейм (1788—1792) — установчі збори зібрані за ініціативою групи польських патріотичних реформаторів, очолюваних Гуго Коллонтаєм. Сейм мав на меті всеохопне реформування Речі Посполитої та повернення їй статусу суверенної держави. Основні питання, що стояли на порядку денному цього сейму, були такі: боротьба з анархією, зміцнення центральної влади, скасування частини шляхетських вольностей, реформування податкової системи та війська.

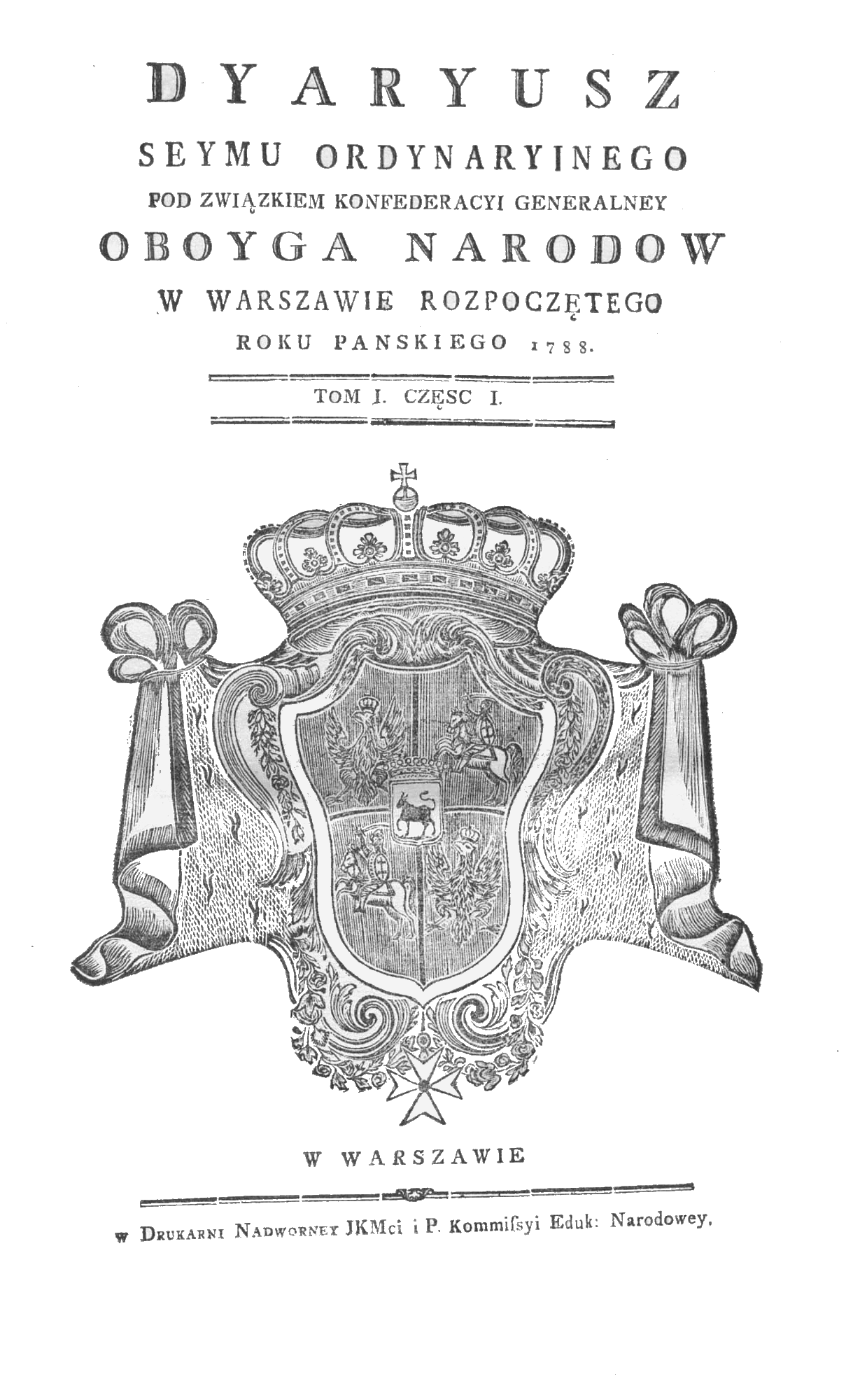
Diariusz Sejmu 1788

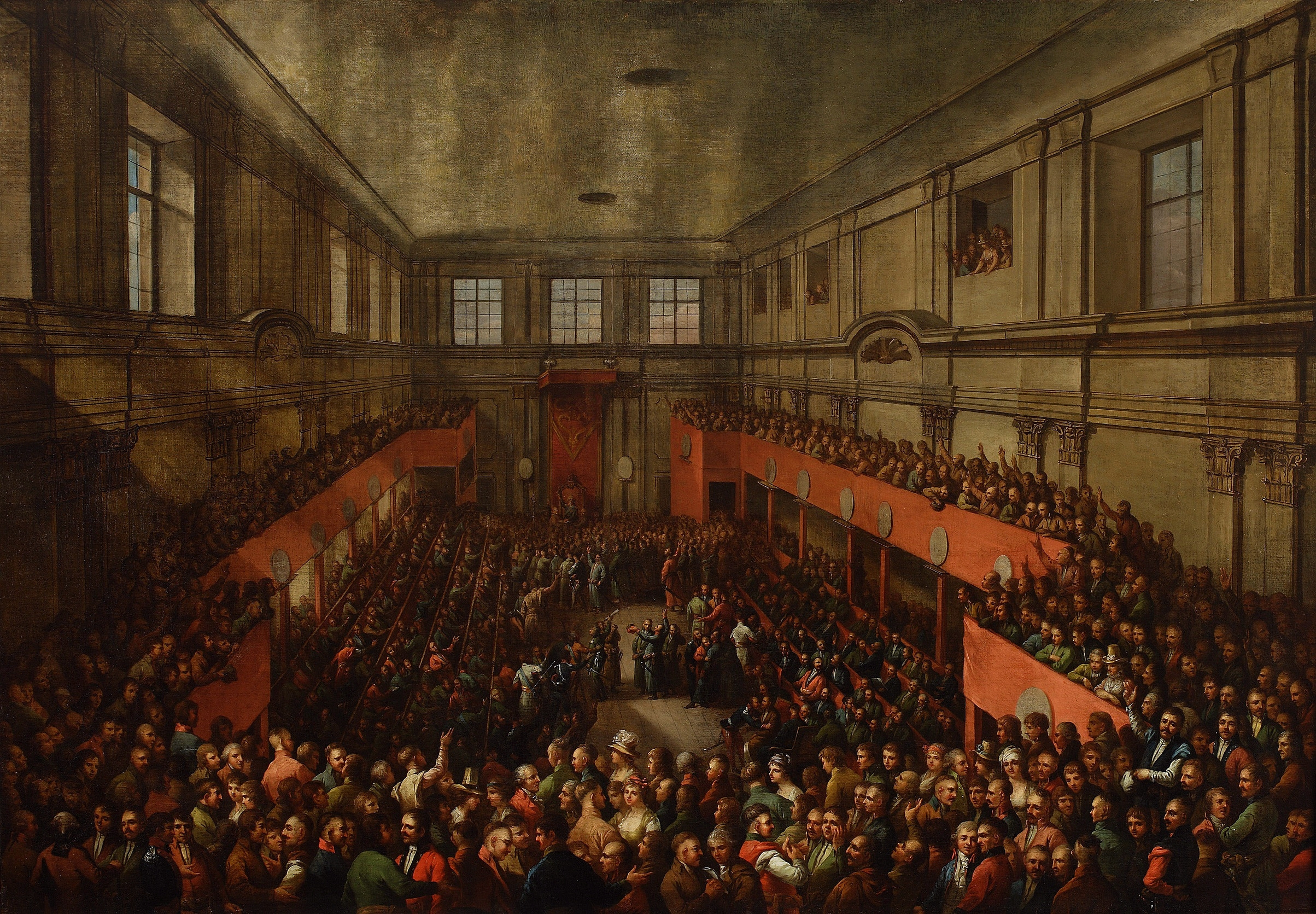
Прийняття конституції у 1806 році

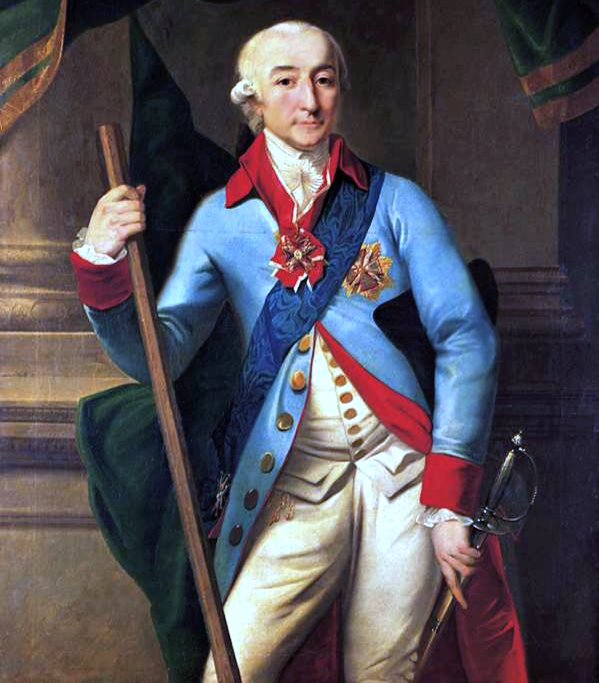
Маршалок коронний та голова четвертого сейму Станіслав Малаховський

Сейм ухвалив 3.5.1791 Конституцію (Урядовий статут (Ustawa Rzadowa z 3 maja)), яка запроваджувала конституційну монархію, особисті свободи і рівні права усім громадянам. Основними засадами цієї Конституції були:
- запровадження поділу влади на законодавчу (двопалатний парламент), виконавчу (король) і судову;
- надання міщанам право мати земельні володіння, отримувати офіцерські звання у війську та обіймати державні адміністративні посади, а також набувати шляхетство;
- покладення обов'язків виконавчої влади на короля і раду Королівства — так званих охоронців прав;
- ліквідація польсько-литовської унії для зміцнення унітарного устрою;
- започаткування виборів у межах панівної династії замість вільного обрання короля;
- скасування liberum veto, конфедерацій, сконфедерованих сеймів;
- встановлення податків — 10% для шляхти і 20% для духівництва;
- доведення кількості війська до 100 тис. осіб.

Одним із найважливіших положень був IV артикул, що стосувався селян, найчисельнішої верстви в Речі Посполитій. З моменту ухвалення Конституції вони переходили під державну опіку. Також одним з найважливіших актів сейму було прийняття ухвали про міста, що надавало міщанам королівських міст публічних прав.
У відповідь на ухвали Чотирирічного сейму консервативні шляхетські кола утворили в 1792 Торговицьку конфедерацію і закликали на допомогу російську армію. Втручання сусідів привело до другого поділу Польщі, затвердженого сеймом у м. Гродно 1793.